# Generalny Dyrektor Ochrony Środowiska
Generalny Dyrektor Ochrony Środowiska – centralny organ administracji rządowej ds. ochrony środowiska oraz ochrony przyrody, wykonujący swoje zadania przy pomocy Generalnej Dyrekcji Ochrony Środowiska.
Siedzibą Generalnego Dyrektora Ochrony Środowiska i większości jednostek Generalnej Dyrekcji Ochrony Środowiska jest dawny gmach Dyrekcji Naczelnej Lasów Państwowych.
Organ został powołany na mocy ustawy z dnia 3 października 2008 r. o udostępnianiu informacji o środowisku i jego ochronie, udziale społeczeństwa w ochronie środowiska oraz ocenach oddziaływania na środowisko. Wykonuje zadania określone w art. 127 tej ustawy, jest także organem w zakresie ochrony przyrody w rozumieniu art. 91 ustawy z dnia 16 kwietnia 2004 r. o ochronie przyrody, organem w zakresie ochrony środowiska w rozumieniu art. 376 ustawy z dnia 27 kwietnia 2001 r. – Prawo ochrony środowiska, a także uczestnikiem krajowego systemu ekozarządzania i audytu w rozumieniu ustawy z dnia 15 lipca 2011 r. o krajowym systemie ekozarządzania i audytu (EMAS).
Generalny Dyrektor Ochrony Środowiska podlega ministrowi właściwemu do
spraw środowiska. Powołuje go Prezes Rady Ministrów na wniosek ministra, po przeprowadzeniu otwartego i konkurencyjnego naboru na to stanowisko. W gestii premiera leży także odwołanie Generalnego Dyrektora. Funkcję tę może pełnić osoba spełniająca warunki ustawowe, dotyczące m.in. obywatelstwa, wykształcenia, doświadczenia zawodowego, niekaralności za przestępstwa umyślne.

## Generalni dyrektorzy ochrony środowiska
- Michał Kiełsznia od 23 stycznia 2008 do 26 listopada 2015[7]
- Jakub Dziubecki od 27 listopada 2015 do 15 lutego 2016[8] (p.o.)
- Krzysztof Lissowski od 15 lutego 2016 do 31 maja 2018[9] (p.o.)
- Andrzej Szweda-Lewandowski od 1 czerwca 2018[10] do 22 grudnia 2023[11]
- Piotr Otawski od 27 lutego 2024[12]

## Zastępcy generalnego dyrektora ochrony środowiska
- Marek Kajs od 2014[13]
- Anna Ronikier-Dolańska od 11 kwietnia 2024[14]

## Zadania i ich realizacja
Do ogólnych zadań Generalnego Dyrektora Ochrony Środowiska należy w szczególności:
- współudział w realizacji polityki ochrony środowiska,
- kontrola odpowiedzialności za zapobieganie szkodom w środowisku i ich naprawę,
- zbieranie danych i opracowywanie informacji dotyczących m.in. programu Natura 2000
- współpraca z organami ochrony środowiska innych państw, organizacjami międzynarodowymi, Komisją Europejską, Głównym Konserwatorem Przyrody, Państwową Radą Ochrony Przyrody, jednostkami samorządu terytorialnego, organizacjami ekologicznymi,
- udział w strategicznych ocenach oddziaływania na środowisko,
- wykonywanie zadań związanych z siecią Natura 2000 oraz z systemem ekozarządzania i audytu, zgodnie ze stosownymi przepisami.

Powierzone mu zadania organ ten wykonuje m.in. poprzez:
- opiniowanie dokumentów w ramach strategicznych ocen oddziaływania na środowisko,
- kierowanie wystąpień w sprawach wydawanych decyzji o środowiskowych uwarunkowaniach, w tym wniosków o stwierdzenie ich nieważności, jak również występowanie w charakterze strony w postępowaniu administracyjnym i sądowym,
- uczestniczenie w tzw. postępowaniu transgranicznym,
- sporządzenie projektu krajowej strategii ochrony i zrównoważonego użytkowania różnorodności biologicznej oraz projektu programu działań,
- prowadzenie centralnego rejestru form ochrony przyrody,
- wydawanie określonych zezwoleń dotyczących hodowli i rozmnażania zwierząt i roślin, zezwoleń na wywóz za granicę meteorytów i kopalnych szczątków roślin i zwierząt, pozyskiwania gatunków i innych,
- decydowanie o odstępstwach od zakazów na terenie parków narodowych oraz rezerwatów przyrody,
- przy uwzględnieniu przepisów Unii Europejskiej opracowywanie projektu listy obszarów Natura 2000, nadzorowanie funkcjonowania tych obszarów i prowadzenie ewidencji odpowiednich danych, składanie Komisji Europejskiej raportów i notyfikacji,
- opracowywanie programów ochrony zagrożonych wyginięciem gatunków roślin, zwierząt i grzybów,
- wydawanie zezwoleń na utworzenie i prowadzenie ogrodu botanicznego lub zoologicznego, a także ośrodka rehabilitacji zwierząt,
- prowadzenie rejestru krajowego organizacji zarejestrowanych w systemie EMAS oraz rejestru weryfikatorów środowiskowych.

## Regionalni dyrektorzy ochrony środowiska
Regionalny Dyrektor Ochrony Środowiska (RDOŚ) jest organem administracji rządowej niezespolonej, realizuje zadania przewidziane w ustawach na obszarze województwa. W zakresie swoich kompetencji wydaje akty prawa miejscowego w postaci zarządzeń. Obsługę jego urzędu zapewnia regionalna dyrekcja ochrony środowiska, zgodnie z podziałem terytorialnym Polski powołano 16 tego typu jednostek budżetowych. Regionalnego dyrektora ochrony środowiska powołuje i odwołuje Generalny Dyrektor Ochrony Środowiska. Zadania przypisane temu organowi na obszarze właściwości w zasadzie odpowiadają zadaniom zleconym Generalnemu Dyrektorowi Ochrony Środowiska.